# Први римско-јеврејски рат
Први римско-јеврејски рат (66–73), такође познат и као Велики устанак (хебр. המרד הגדול, ха-Меред Ха-Гадол) био је први од три велика устанка који су Јевреји у провинцији Јудеји дигли против Римског царства (други је био Китосов рат 115–117; трећи је био Бар Кохбин устанак 132–135).
Отпочео је године 66. као ескалација верских напетости између јеврејске и грчке заједнице у Јудеји, да би потом ескалирао у протесте против римских пореза и нападе на римске грађане. Завршио се кад су легије под Титом опселе и уништиле средиште побуне у Јерусалиму, а потом „почистиле“ и друга јеврејска упоришта. Рат је окончан падом тврђаве Масаде.